# Rebutia spinosissima
Rebutia spinosissima ist eine Pflanzenart in der Gattung Rebutia aus der Familie der Kakteengewächse (Cactaceae). Das Artepitheton spinosissima leitet sich vom Superlativ des lateinischen Adjektivs spinosus für ‚dornig‘ ab.

## Beschreibung
Rebutia spinosissima wächst meist sprossend mit kugelförmigen bis abgeflacht kugelförmigen, leuchtend grünen Körpern und bildet dann Gruppen. Die Körper erreichen Durchmesser von bis zu 4 Zentimetern und haben Faserwurzeln. Die etwa 15 Rippen sind deutlich in Höcker gegliedert. Die darauf befindlichen kleinen, eng zusammenstehenden Areolen sind weiß. Es sind 4 bis 5 etwas kräftige, gelblich weiße bis braune Mitteldornen vorhanden, die bis zu 12 Millimeter lang sind. Die 10 bis 12 Randdornen sind weißlich. Sie sind fein, borstenartig und bis zu 10 Millimeter lang.
Die gelblich orangen bis mittelroten Blüten werden 3 bis 4 Zentimeter lang und erreichen ebensolche Durchmesser. Die Früchte sind klein.

## Verbreitung und Systematik
Rebutia spinosissima ist in Bolivien im Departamento Tarija und in Argentinien in der Provinz Salta verbreitet
Die Erstbeschreibung wurde 1935 von Curt Backeberg veröffentlicht. Ein nomenklatorisches Synonym ist Aylostera spinosissima (Backeb.) Backeb.

## Nachweise